# Adalberto I di Milano
Adalberto I di Milano (925 circa – 1002) è stato un nobile italiano di stirpe longobarda, conte palatino e marchese di Milano. Fu capostipite della linea "Adalbertina" della dinastia obertenga.

## Biografia

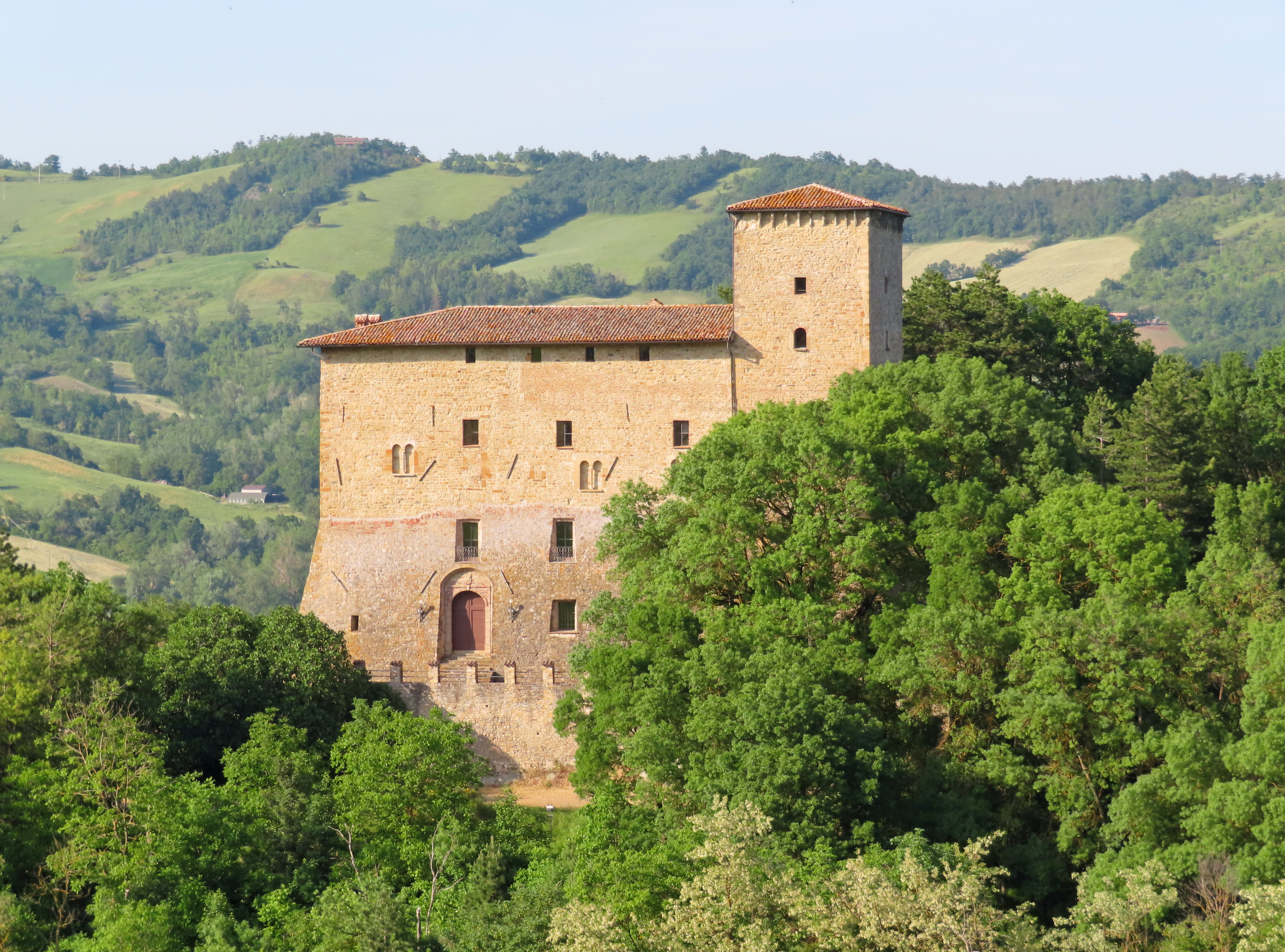
Il castello di Pellegrino Parmense

Era figlio primogenito di Oberto I, conte palatino, margravio della Marca Obertenga, marchese di Milano e di Genova, conte di Luni, Genova, Tortona e Milano, e di Guilla di Bonifazio, marchese di Spoleto.
Diede inizio al ramo della dinastia degli "Adalbertini" della casata degli Obertenghi, grandi feudatari che sercitarono autorità marchionale sulla marca obertenga, sui comitati di Luni, Genova, Tortona e Milano sopra un territorio ininterrotto con dapprima l'antica capitale Genova e poi Milano (sedi dei due margraviati) e di Pavia, che divenne sede naturale della famiglia con le nomine dei discendenti a conti palatini.
Adalberto è possessore di vasti tratti del patrimonio paterno in Lombardia e nell'Emilia e dell'immensa "terra obertinga" pisana, lucchese ed aretina, sia nell'Italia superiore, sia in Toscana e nelle isole del Tirreno.
Da Adalberto I e dei suoi eredi diretti iniziarono due delle quattro grandi diramazioni della stirpe obertenga derivate da una divisione patrimoniale lombarda e genovese poi avvenuta verso i primi anni dell'XI secolo: la casata dei marchesi Pallavicino fissata nei territori di Piacenza, Parma e Cremona; e la casata dei marchesi di Gavi, che si suddivisero nei marchesi Massa-Parodi, Massa-Corsica, Massa-Cagliari, Livorno, Piombino, ecc. ed ebbero con i possedimenti della Corsica e della Sardegna titoli reali aviti.
Suo fratello Oberto II degli Obertenghi, il cui ramo fu il progenitore delle due grandi famiglie delle casate D'Este e Malaspina; e dai Malaspina anche i Brunswick-Hannover.
Nel 975, alla morte del padre, successe assieme al fratello Oberto II nei titoli del margraviato della "Marca Obertenga", quindi scese a Pisa e si insediò nel castello di Massa, prendendo il possesso delle terre avite di famiglia e divenendo governatore della Marca di Toscana dal 975 al 996. Nel 996 ottenne il titolo di marchese dall'imperatore Ottone III e trasferì la residenza nel feudo di Soragna, che possedeva assieme al fratello Oberto II. Nell'anno 998 fondò e fortificò l'abitato di Contignaco.
Dopo la morte di Ottone III nel 1002, Adalberto si schierò contro l'elezione a re d'Italia nel 1002 di Arduino d'Ivrea, sostenuta da un nutrito gruppo di vassalli ostili al potere imperiale. Ma nel 1014 il potere passò a Enrico II.

## Discendenza
Adalberto ebbe vari figli:
- Adalberto, nell'anno 1000 donò alcuni beni a monasteri della Lunigiana;
- Oberto III (?-996), padre di Adalberto II dal quale discesero i Pallavicino;
- Berta, sposò Lanfranco I, conte di Piacenza, figlio del conte Riprando II;
- Gisla, che sposò Anselmo I di Savona e del Monferrato.